# Seydişehir (district)
Seydişehir is een Turks district in de provincie Konya en telt 63.798 inwoners (2007). Het district heeft een oppervlakte van 1362,6 km². Hoofdplaats is Seydişehir.
De bevolkingsontwikkeling van het district is weergegeven in onderstaande tabel.
| 1997   | 2000   | 2007   |
| ------ | ------ | ------ |
| 87.321 | 85.456 | 63.798 |